# Хајнански гимнур
Хајнански гимнур (Neohylomys hainanensis) је врста сисара из реда Erinaceomorpha и породице јежева (Erinaceidae). 

## Распрострањење
Ареал врсте је ограничен на једну државу. Кина је једино познато природно станиште врсте.

## Станиште
Станиште врсте су шуме.

## Угроженост
Ова врста се сматра угроженом.